# Conférence catholique des baptisé-e-s francophones
La Conférence catholique des baptisé-e-s francophones (CCBF) est un mouvement né en 2008. Il entend promouvoir un « catholicisme ouvert et fraternel ». Deux mots d’ordre définissent son attitude : « Ni partir, ni se taire » et « Nous ne demandons rien mais nous espérons tout ». Il soutient l'action du pape François. Ce mouvement est aussi connu pour ses positions hétérodoxes, qui peuvent être contraires à l'enseignement habituel de l'Église catholique.

## Histoire
La CCBF est une extension du Comité de la jupe, qui s’est constitué en réaction à une déclaration du cardinal André Vingt-Trois, archevêque de Paris, dans l'émission Face aux chrétiens sur RCF et Radio Notre-Dame le 6 novembre 2008, à propos du rôle des femmes dans l’Église. André Vingt-Trois y déclarait : « Le plus difficile, c’est d’avoir des femmes qui soient formées, le tout n’est pas d’avoir une jupe, c’est d’avoir quelque chose dans la tête ».
Indignées par ce qu’elles considèrent comme une offense à l’égard des femmes, Christine Pedotti, éditrice, et Anne Soupa, journaliste et bibliste, décident de porter plainte devant le tribunal ecclésiastique du diocèse de Paris au nom d’un « Comité de la jupe » réunissant alors 13 femmes et 2 hommes.
Quand André Vingt-Trois nuance son propos, la plainte est retirée[réf. souhaitée]. Mais le Comité de la jupe est rejoint par de nombreux sympathisants, dont des religieuses, des prêtres et des religieux.
Les « affaires » de 2009 (affaire Williamson, excommunication de la mère d’une fillette brésilienne ayant avorté à la suite d’un viol incestueux, déclaration de Benoît XVI sur la distribution du préservatif qui aggraverait l'épidémie de sida) amènent les membres fondateurs à s’exprimer sur d’autres questions que celle des femmes dans l’Église. La CCBF prend le relais du Comité de la jupe à l’occasion d’une « marche des baptisés » à Paris le 11 octobre 2009,. 
En 2017, elle revendique environ 10 000 adhérents et sympathisants.

## Activité
La CCBF se définit essentiellement par son discours public. Sa position est présentée dans l’ouvrage des fondatrices, Les Pieds dans le bénitier, sur son site internet, dans des interventions régulières dans les médias et dans des lettres ouvertes. 
Elle déclare ne mettre en cause aucun dogme (de l'Église catholique romaine) et être attachée à la tradition catholique. Elle considère en outre représenter les catholiques engagés dans la vie des paroisses et les mouvements d’inspiration catholique (scoutisme, CCFD, groupes d’étude biblique, etc.). La CCBF couvre tout le spectre politique, hormis l'extrême droite. 
Cependant, elle analyse sévèrement le fonctionnement et certaines attitudes de l’institution. Elle dénonce notamment ce qui lui apparaît, surtout à l'époque de Benoît XVI, comme l’arrogance de la hiérarchie, la tendance de l’Église à priver les femmes de toute responsabilité, son homophobie, sa complaisance à l’égard des valeurs ultra-conservatrices, son abandon des intuitions du concile Vatican II et son indifférence à l’égard de l’œcuménisme…. Pour elle, ces attitudes expliquent l'hémorragie de toute une génération de baptisés et le désarroi des laïcs en mission.
Selon Anne Soupa : « Le risque actuel, c’est que l’Église ne soit plus catholique, c’est-à-dire ouverte et universelle, mais qu’elle apparaisse fermée à la souffrance humaine, moralisatrice, empreinte de juridisme. »
La CCBF souhaite contribuer à l’éveil des consciences et à la culture du débat. Elle rappelle également que l’Église se doit d’accueillir tous les hommes et toutes les femmes de bonne volonté. En ce sens, elle proteste contre le catholicisme « identitaire ». 
Cependant la CCBF ne se définit pas comme un mouvement militant et, à la différence de la plupart des mouvements  « progressistes », n’a pas de programme. Elle n'entend pas faire pression sur les épiscopats ou le Vatican, mais se borne à rendre publiques ses convictions. Contrairement à une opinion parfois soutenue, la CCBF ne réclame pas l’ordination sacerdotale des femmes. L’association incite ses adhérents à rester dans l'Église pour faire évoluer les choses de l'intérieur. Cette stratégie distingue la CCBF de la Fédération des Réseaux du Parvis dont les militants, déçus de l'absence d'avancées, se placent souvent au seuil de l’Église.

## Prises de position particulières

### Le mariage pour tous
La CCBF n’a pas adopté de position officielle sur la question du mariage pour tous. Mais elle a présenté des analyses contrastées sur son site internet, afin d'encourager la réflexion et le débat. Pour Anne Soupa : « Deux mille ans plus tard, nous sommes toujours invités à nous demander : “Qu'aurait fait Jésus ?” Je ne peux, en ce qui me concerne, que répondre : “Jésus aurait demandé que la loi aide les personnes homosexuelles à vivre et non à mourir.” »

### Le conclave des femmes
En mars 2013, la CCBF et le Comité de la jupe organisent le « conclave des femmes », en contrepoint ironique au conclave des cardinaux chargé d'élire un successeur à Benoît XVI, inaccessible aux femmes. Les participantes demandent une place des femmes dans l’Église égale en dignité et en responsabilités à celle des hommes. Elles demandent également une Église de la bienveillance, de la miséricorde et non plus une Église de la loi. 

### Soutien au pape François
En septembre 2013, la CCBF manifeste publiquement sa confiance au pape François. Elle se réjouit de ce que le pape « regarde l’Église avec lucidité et s’exprime avec courage et sans faux-semblants ». 

### Synode sur la famille
En janvier 2014, la CCBF synthétise quatre cents contributions qui lui ont été envoyées en réponse au questionnaire adressé par le pape François en vue du synode sur la famille. Cette synthèse, rendue publique et soutenue par plus de six mille lecteurs, est envoyée aux organisateurs du synode sur la famille qui se tient à Rome à l’automne 2014. 

### Autres prises de position
À la suite des propos du P. Hervé Benoît (chapelain de la basilique de Fourvière qui avait qualifié, le 20 novembre 2015, les victimes des attentats du Bataclan de « frères siamois » des terroristes), la CCBF demande le 24 novembre 2015 que l’archevêque de Lyon, Philippe Barbarin n’en reste pas à une simple condamnation de ces propos mais relève le P. Hervé Benoît de ses fonctions. 
Lors du deuxième tour de la campagne présidentielle française de 2017, la CCBF appelle à faire barrage à Marine Le Pen, alors que la Conférence des évêques de France refuse de prendre position.

## Appréciations
Le P. Laurent Villemin, professeur d’ecclésiologie à l’Institut catholique de Paris qui avait plutôt bien accueilli les initiatives du Comité de la Jupe, a proposé en revanche dans La Croix du 13 octobre 2009 une analyse plus critique de la CCBF. Il reproche d'une part à cette instance de se placer en contrepoint de la conférence épiscopale. Il critique d'autre part l'attitude qui consiste à transposer directement dans le corps ecclésial des concepts séculiers tels que celui de parité. Cependant il considère que l’initiative est intéressante parce qu’elle contribue à libérer la parole : « Notre Église, trop frileuse, a effectivement besoin d'une parole publique pour assurer sa mission dans la société. Ce genre d'initiative peut être un bon moyen de donner sa place à l'intelligence collective dans l'institution ecclésiale. »